# Puffinus newelli
Puffinus newelli е вид птица от семейство Procellariidae. Видът е застрашен от изчезване.

## Разпространение
Видът е разпространен в САЩ и Френска Полинезия.